# 1-е відділення Золотої Балки
1-е відділення Золотої Балки (крим. Zolota Balka) розмовне Первак — віддалена частина міста Севастополя, в Балаклавському районі. Розташована у центрі району, приблизно за 0,5 км на північ від Балаклави.
З 7 вересня 2023 року місцевість передана до Бахчисарайського району Автономної Республіки Крим, однак, вона досі не має статусу окремого населеного пункту.

## Історія
У 1880-і роки тут виник хутір Скірмунда, в якому було кілька дворів. Після Жовтневого перевороту, в 1921 році, на базі приватних виноградарських господарств родини Кальфів, братів Ароні, Вільгельма Едуардовича Шитта, Ісака Ісаковича Челебі, генерала Вітмера на початку 1921 року створили радгосп «Профінтерн», до якого увійшов і колишній хутір Скірмунда.
У 1956 році радгосп перейменували в «Золоту Балку», а селище стали називати 1-м відділенням радгоспу.
Зараз у селищі живуть близько 550 осіб, зайнятих, в основному, в сільському господарстві.
2014 року після анексії Криму РФ окупаційна влада почала вважати населений пункт як село.